# Lluïsa Diana d'Orleans
Lluïsa Diana d'Orleans, princesa de Conti (París 1717 - Castell d'Issy 1736).
Princesa de sang de França de la Casa dels Orleans amb el tractament d'altesa reial que contragué matrimoni amb el cinquè príncep de Conti.
Nascuda a París el dia 27 de juny de l'any 1717 essent la filla petita del príncep Felip d'Orleans i de la princesa Francesca Maria de Borbó. Lluïsa Diana era neta per via paterna del duc Felip d'Orleans i de la princesa Elisabet Carlota del Palatinat i per via materna del rei Lluís XIV de França i de la marquesa de Montespan.
El dia 22 de gener de l'any 1732, a l'edat de 15 anys, es casà a Versalles amb el príncep Lluís Francesc de Borbó-Conti, fill del príncep Lluís Armand de Borbó-Conti i de la princesa Lluïsa Elisabet de Borbó. La parella tingué un únic fill:
- SAR el príncep Lluís Francesc de Borbó-Conti, nat a París el 1734 i mort a Barcelona el 1814. Es casà amb la princesa Maria Fortunata de Mòdena.

La princesa morí el dia 26 de setembre de l'any 1736 al Castell d'Issy, a causa d'una complicació en la gestació. Fou enterrada a l'església de Saint-André-des-Arcs. El seu espòs visqué fins a l'any 1776, quaranta anys més que la princesa d'Orleans.